# Liparis nigra
Liparis nigra är en orkidéart som beskrevs av Gunnar Seidenfaden. Liparis nigra ingår i släktet gulyxnen, och familjen orkidéer. Inga underarter finns listade i Catalogue of Life.